# 요슈카 피셔
요제프 마틴 피셔(Joseph Martin Fischer, 1948년 4월 12일 ~ )는 독일의 정치인이며, 헤센주의 환경부장관(1985~87, 1991~94, 적녹연정), 독일연방공화국의 부총리겸 외무장관(1998~2005)을 역임하면서 1991년부터 2005년까지 독일 녹색당을 이끈 지도자(실질적 당수)였다. 현재 미국 프린스턴 대학교의 우드로 윌슨 국제대학원 초빙교수이다.

## 어린 시절
바덴뷔르템베르크주 게라브론에서 정육점 주인의 아들로 태어났다. 그의 가족은 헝가리에 배경을 둔다. 1946년 소비에트 연방이 헝가리를 점령하면서 추방된 독일인들 중에 그의 가족도 있었던 것이다. 별칭인 요슈카는 요제프의 헝가리식 애칭 요스카(Jóska)에 기원을 둔 것이다. 1965년 고등학교를 중퇴하고 사진가로서 도제살이를 시작하였으나 이듬해 그만두었다. 대학교에 입학하지 못한 피셔는 부족한 시력의 이유로 의무적 군사 복무 혹은 공익근무 활동을 하지 못하였다.
1967년 피셔는 독일 학생 운동과 좌익 정치 운동의 활동인이 되어 1968년에 슈투트가르트에서, 그 후로는 프랑크푸르트 암 마인에서 활동하였다. 후에 몇몇의 미숙련 노동직을 거쳤으며, 이 시기 동안에 대학의 좌익 행사들에 참석하였다. 그는 칼 마르크스, 마오쩌둥, 게오르크 헤겔 등의 저작을 공부하여 무장단체 "혁명적 투쟁"의 단원이 되었다.
1971년 자동차 제조회사 오펠에서 일하기 시작하고 공산주의 혁명의 전망 속에서 그의 동료들을 결성하였다. 그러나 6개월 후에 이런 정치적 활동을 이유로 해고당하고 만다. 그 후 그는 미숙련 노동을 이어가면서 활동을 계속했다. 1976년부터 1981년까지 택시 운전사로 일하였고, 후에 프랑크푸르트의 서점에서 근무하였다.

## 녹색당 정치인
1983년부터 1985년까지 녹색당의 하원 의원을 지냈다. 1985년에는 사회민주당과 녹색당 사이의 첫 적녹 연정에서 헤센주 의회의 환경부 장관이 되었다. 선서식에 나와 연습용 기구들을 착용할 때 자극을 일으켰다. 1984년 10월 18일 주의회의 부의장 리하르트 슈튀클렌에게 욕을 하면서 물의를 빚고 말았다.
1989년 10월 베를린 장벽이 무너지기 전, 헤센 주 녹색당의 정기 간행물 〈슈티츠보트 그륀〉에 "재통일을 닥쳐라!"란 큰 표제를 편집하였다.
1991년부터 1994년까지 다시 헤센 주 환경부 장관으로 재임하여 후에 하원 의원의 녹색의회당의 협동 의장이 되었다. 그의 대립 세월 동안에 피셔는 정치적 무대에서 그의 카리스마를 스며나오게 하면서, 그의 웅변술로 존경을 받았다. 1990년대의 큰 시기에 사회민주당이 여론 조사에서 차츰 쇠약해지면서, 피셔는 실체의 야당 지도자로서 그의 감탄에 의하여 의탁되었다. 그는 녹색당을 독일 정치의 중도파로 옮겨 국가의 연방 정부에 참석을 위한 길을 가능하게 하면서, 이 지위를 정치적 성공에 세력을 넣었다.

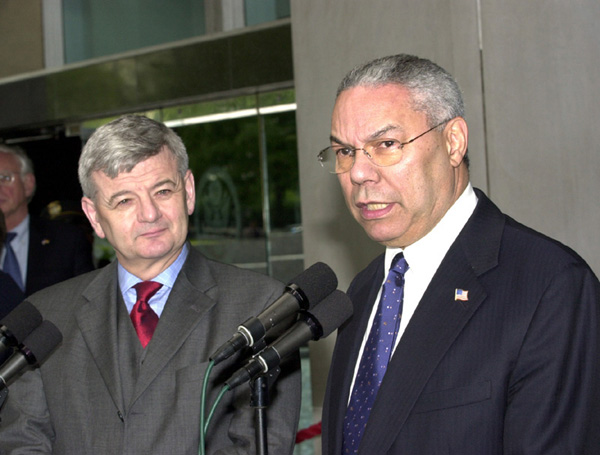
피셔와 콜린 파월

## 외무장관
1998년 선거에서 게르하르트 슈뢰더가 이끄는 사회민주당이 헬무트 콜의 기독교 민주연합을 꺾고, 사회민주당이 41%, 녹색당이 7%를 차지하면서, 합동 정부를 이룰 수 있었다. 승리한 슈뢰더 총리는 사회민주당의 다수를 압도하면서, 합동을 위한 선취권을 시작하였다. 사회민주당과 녹색당 사이의 협상이 이루어진 몇주 후에 새 정부가 10월 27일에 정권을 잡았다. 피셔는 외무장관이 되었다.
1999년 피셔는 코소보 전쟁에 독일의 참전을 후원하였다. 이 사건은 평화주의적 녹색당 안에서 과격적인 논쟁의 태도였다. 그는 세르비아가 코소보의 알바니아인들을 집단 자살을 계획세우는 진술과 함께 이 전쟁을 정당화하였다.
피셔는 또한 아프가니스탄에 독일군을 주둔시키는 호의에 있었으나, 슈뢰더 총리가 이라크 전쟁에 가입하지 않는 것을 조언하였다. 피셔는 또한 도널드 럼즈펠드 미국 국방부 장관과 함께 이라크의 대량 파괴 무기 소유에 증거의 부족함에 관한 유명한 회담을 하였다. 그는 코피 아난과 좋은 친구로 알려졌으며, 2005년에 한스디트리히 겐셔에 이어 전후 독일 역사에서 두 번째로 장기적 외무장관이었다.
2005년 선거에서 합동 정부가 패한 후, 피셔는 평의원으로 은퇴하겠다는 발표를 하였다. 10월 13일 외무장관직을 사임하면서 정계 은퇴하였다.

## 정치 후의 생활
2006년 9월부터 2007년까지 피셔는 프린스턴 대학교 우드로 윌슨 국제 대학원에서 방문교수 겸 리히텐슈타인 연구소의 자결주의의 연장자였다. 그는 다른 미국의 대학들에서 외교와 국제적 관계에 관하여 강의하였다. 2007년에는 아랍 민주 재단에 그 신탁 통치부의 설립원으로 가입하였다.
2008년 이래, 워싱턴 D.C.에서 매들린 올브라이트가 이끄는 상담 사무소 올브라이트 그룹에 고용되어 있었다.
2010년 9월 15일 피셔는 유럽 연합의 연방화를 위한 노력에 활기를 되찾는 데 설립된 새 의안제출권 스피넬리 그룹(Spinelli Group)을 후원하였다.